# Megaselia appetens
Megaselia appetens är en tvåvingeart som beskrevs av Rudolf Beyer 1965. Megaselia appetens ingår i släktet Megaselia och familjen puckelflugor. Inga underarter finns listade i Catalogue of Life.